# تانامبائو ماریووراهونا
تانامبائو ماریووراهونا (به لاتین: Tanambao Marivorahona) یک منطقهٔ مسکونی در ماداگاسکار است که در آمبیلوب واقع شده‌است. تانامبائو ماریووراهونا ۱۵٬۶۵۴ نفر جمعیت دارد و ۲۴ متر بالاتر از سطح دریا واقع شده‌است.